# Кад на врби роди грожђе
„Кад на врби роди грожђе” је српска телевизијска серија снимљена 2009. године у продукцији РТВ Пинк.

## Радња
Серија се по мало, а некада мало и више, подсмева бахатостима, митоманији, примитивлуку, глупостима и бесмислицама на које, наши јунаци свога менталитета ради, живот утрошише...
Говори о наравима грађана малог места, негде на Балкану.
Они се међусобно препиру, некада и посвађају, често заволе, а и разилазе... али су једни на друге упућени , и једни без других не могу.
Постоје тренуци кад је некоме од њих тешко, кад се деси природно зло, често радост, а и жалост, они се окупе једни око других, помажу, ту су да се нађу и учине шта могу.
Они су комшије, без обзира на име, веру и нацију....

## Улоге
| Глумац             | Улога                  |
| ------------------ | ---------------------- |
| Иван Бекјарев      | Јордан (10 еп. 2009)   |
| Борис Комненић     | Крешимир (10 еп. 2009) |
| Борис Миливојевић  | Шилер (10 еп. 2009)    |
| Михаило Лађевац    | (8 еп. 2009)           |
| Дубравко Јовановић | Ибро (8 еп. 2009)      |
| Јана Милић         | Буба (8 еп. 2009)      |
| Владан Гајовић     | Жељо (8 еп. 2009)      |
| Саша Пантић        | Тафа (8 еп. 2009)      |
| Марко Јањић        | Мехо (7 еп. 2009)      |
| Михаило Јанкетић   | Ђука (7 еп. 2009)      |
| Душко Премовић     | Дуле (7 еп. 2009)      |
| Јелица Сретеновић  | Добрила (5 еп. 2009)   |
| Бранко Видаковић   | Певач (4 еп. 2009)     |
| Данијела Штајнфелд | (3 еп. 2009)           |
| Драгомир Чумић     | (2 еп. 2009)           |
| Биљана Мишић       | Сања (2 еп. 2009)      |
| Соња Кнежевић      | Шукрија (1 еп. 2009)   |
| Добрила Ћирковић   | (1 еп. 2009)           |

Комплетна ТВ екипа ▼
| Редитељ            | Душан Поповић        | (10 еп. 2009)                     |
| Сценариста         | Саша Пантић          | (10 еп. 2009)                     |
| Сценариста         | Душан Премовић       | (10 еп. 2009)                     |
| Монтажер           | Милош Мацановић      | (9 еп. 2009)                      |
| Уметнички директор | Александар Вељановић | (15 еп. 2009)                     |
| Помоћник режије    | Милош Радуновић      | 1 помоћник редитеља (10 еп. 2009) |
| Одсек за звук      | Милан Стојановић     | Дизајнер тона (15 еп. 2009)       |
| Одсек за звук      | Владимир Успенски    | Дизајнер тона (15 еп. 2009)       |